# Simon Berchelt
Simon Berchelt, född 1500-talet, död 1601 (troligen), var en svensk hovapotekare.

## Biografi
Berchfelt kallas i en senare anteckning Palmskiöld och sägs vara av "en osterreichs von adel". De uppgifterna har inte gått att styrka. Han omtalas första gången som Simon apotekare i varuhusräkenskaperna 1566. Under åren framöver förekommer han i tänkeböckerna, och var först i tjänst hos apotekaren Mattias Erpach, död omkring 1569. Under åren därefter bedrev han egen apotekarrörelse. Genom ett fördelaktigt giftermål med en dotter till borgaren i Viborg Donatus Deutschman 1576. 1579 övertog han slottsapoteket efter Antonius Busenius. Förutom kontant lön erhöll Berchelt omfattande naturaförmåner. Bland annat erhöll från 1583 56 tunnor spannmål av tiondet i Knivsta socken. 1582 övertog apoteket i Uppsala, och fick samtidigt ett stenhus på Studentholmen, 1589 tilldelades han ett hemman i Nåntuna, Danmarks socken, på vilket han i livstiden även fick skattefrihet, samt slutligen även ärftlig besittningsrätt av slottets åker i Uppsala för odling av läkeväxter. En viktig källa till kännedomen om Berchelts verksamhet ger de "Pestböcker" han förde från 1588 i samband med den då utbrutna pestepidemin.